# Getto w Gostyninie
Getto w Gostyninie – getto żydowskie utworzone podczas II wojny światowej przez okupantów w Gostyninnie.

## Historia
Getto powstało najprawdopodobniej 15 marca 1941 roku, jako możliwa data podawnany jest także wrzesień 1940 roku. Getto obejmowało prawą stronę ulicy Zamkowej od rynku do ulicy Bagnistej (obecnie Termalnej), dom na ulicy Piłsudskiego i ulicy Bagnistej oraz obszar od ulic Olszowej i Piłsudskiego do Skrwy. Powierzchnia getta wynosiła 1,5 hektara. Oprócz żydowskich mieszkańców Gostynina w getcie uwięzionych było także 10 rodzin żydowskich z Gdyni i Pomorza oraz jedna Żydówka z Palestyny.
Początkowo było to getto otwarte, a więźniowie getta handlowali z polskimi sąsiadami. Później getto zostało jednak odizolowane. Otoczone było drewnianym płotem i drutem kolczastym. W okresie otwarcia getta kilkakrotnie przebywał w nim Icchak Cukierman. W getcie funkcjonował Judenrat oraz policja żydowska, granice getta pilnowane były przez funkcjonariuszy Ordnungspolizei i lokalnej policji pomocniczej. Żydzi wykorzystwani byli do pracy przymusowej na terenie miasta, m.in. w zakładach rzemieślniczych lub na polach uprawnych. Dzienna racja żywnościowa więźniów wynosiła 250 gramów chleba i ćwierć litra mleka. Na tydzień otrzymywali również 100 gramów tłuszczu oraz, raz na miesiąc, 250 gramów cukru. Żydzi pracujący poza granicami getta otrzymywali dodatkowe 250 gramów chleba.
Wiosną 1941 roku w getcie doszło do pożaru, który doprowadził do zmniejszenia getta o połowę. Według źródeł niemieckich getto zostało podpalone przypadkowo przez żołnierzy jadących na wschód, Polacy i Żydzi uważali jednak, że było to działanie umyślne. Po pożarze doszło do znacznego pogorszenia warunków panujących w getcie, często jedno mieszkanie musiały zajmować dwie lub więcej rodzin. W czerwcu 1941 roku w getcie odnotowano pierwsze przypadki tyfusu, a do getta przysłano dwóch lekarzy z getta w Kole. Więźniowie getta otrzymywali także pomoc od polskich mieszkańców miasta.
Od wiosny 1941 roku trwały także deportacje Żydów z Gostynina do obozów pracy na terenie Kraju Warty, m.in. do obozu pracy w Chodzieży. W marcu 1942 roku grupa Żydów została wysłana do obozu pracy w Koninie-Czarkowie. Z całego powiatu gostynińskiego do obozu w Koninie trafiło 850 osób.
Akcja likwidacyjna getta została przeprowadzona 16 i 17 kwietnia 1942 roku. Kobiety z dziećmi, chorych i starszych wysłano wówczas do obozu zagłady w Chełmnie nad Nerem. W Chełmnie zginęły 2 tysiące osób (350 rodzin) z Gostynina. Okupację przeżyło tylko 30 gostynińskich Żydów.